# Lygodactylus heeneni
Lygodactylus heeneni — вид геконоподібних ящірок родини геконових (Gekkonidae). Мешкає в Центральній Африці. Раніше вважався підвидом L. angularis, однак був визнаний окремим видом.

## Поширення і екологія
Lygodactylus heeneni мешкають на півдні Демократичної Республіки Конго та в Замбії. Вони живуть в тропічних лісах і рідколіссях.